# Верхвиани (Кахетия)
Верхвиани (груз. ვერხვიანი) — село в Грузии. Находится в Сагареджойском муниципалитете края Кахетия. Высота над уровнем моря составляет 700 метров. Население — 495 человек (2014).